# جشنواره فیلم چلسی
جشنواره فیلم چلسی (انگلیسی: Chelsea Film Festival) یک جشنواره بین‌المللی فیلم و یک سازمان غیرانتفاعی مستقر در نیویورک است که فیلم‌های مستقل از کارگردانان نوظهور و تثبیت شده را به نمایش می‌گذارد. این جشنواره طیف گسترده‌ای از فیلم‌ها، از جمله مستندها و فیلم‌های بلند، را با تمرکز بر موضوع «مسائل جهانی» ارائه می‌دهد.

## تاریخچه

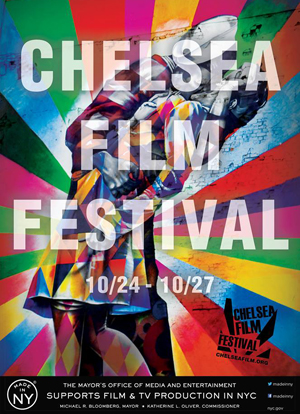
جشنواره فیلم چلسی ۲۰۱۳

جشنواره فیلم چلسی در سال ۲۰۱۳ توسط بازیگران فرانسوی اینگرید ژان باپتیست و سونیا ژان باپتیست تأسیس شده و یک هیئت مشورتی برای نظارت بر انتخاب فیلم‌ها و اجرای جشنواره تشکیل شد.
اولین دوره جشنواره فیلم چلسی، ۹ فیلم بلند و ۸ فیلم کوتاه از ۱۳ کشور را از ۱۷ فیلمساز فیلم اولی به نمایش گذاشت. هشت فیلم از این جشنواره، اولین نمایش خود را در ایالات متحده تجربه کردند و یکی از آنها اولین نمایش جهانی خود را تجربه کرد.
در مارس ۲۰۱۹، جشنواره فیلم چلسی توسط روزنامه آمریکایی یو اس ای تودی در فهرست ۱۰ جشنواره برتر فیلم آمریکای شمالی قرار گرفت.

## جوایز
جوایز در چندین دسته اهدا می‌شوند؛ فیلم‌های برنده توسط هیئت داورانی متشکل از کارشناسان فیلم و همچنین مخاطبان انتخاب می‌شوند. تندیس گاو وال‌استریتی تا سال ۲۰۲۱ جام رسمی بود که پس از آن، جشنواره تندیس‌های اکریلیک را جایگزین کرد.